# Saint Augustine
Saint Augustine é uma cidade do estado americano da Flórida, sede do condado de St. Johns, fundada em 28 de agosto de 1565 pelo explorador espanhol Pedro Menéndes de Avilés. Sendo o  primeiro povoado colonial permanente do território norte-americano (ressalta-se que a cidade brasileira de São Vicente em São Paulo, foi fundada por portugueses em 1532 na América). É a cidade mais antiga estabelecida por colonos europeus, e continuamente ocupada, dos Estados Unidos continental, sendo incorporada em 1822.

## História

### Guerra da Secessão
O estado da Florida se juntou aos estados Confederados após 1861, quando a Guerra da Secessão começou e as autoridades confederadas mantiveram o controle de Saint Augustine por quatorze meses. Ainda assim, esse controle foi minimamente defendido. A União realizou um bloqueio ao transporte marítimo. Em 1862, as tropas da União conquistaram o controle de Saint Augustine e mantiveram esse controle até o fim da guerra. Muitos residentes fugiram da cidade devido ao agravamento da economia local.

### Movimento pelos Direitos Civis
No final de 1963, quase uma década após a Suprema Corte decidir, em Brown v. Board of Education, de que a segregação de escolas era inconstitucional, os afro-americanos ainda tentavam convencer Saint Augustine a integrar as escolas públicas da cidade. Eles também estavam tentando integrar acomodações públicas, como balcões de restaurantes, e foram recebidos com prisões e atos violentos da Ku Klux Klan. Estudantes universitários locais realizaram protestos não-violentos por toda a cidade, incluindo protestos na filial da loja Woolworth's, piquetes e marchas pelo centro da cidade. Esses protestos eram frequentemente enfrentados com violência policial. Casas de afro-americanos foram incendiadas, líderes negros foram agredidos e ameaçados de morte, e outros foram demitidos de seus empregos.

James Brock derrama ácido muriático sobre manifestantes na piscina do Monson Motor Lodge, em junho de 1964.

Na primavera de 1964, Robert Hayling, o líder dos direitos civis de Saint Augustine, pediu assistência à Conferência de Liderança Cristã do Sul (SCLC) e a seu líder Martin Luther King, Jr. De maio a julho de 1964, King e Hayling, juntamente com Andrew Young, organizaram marchas, protestos e outras formas de protesto pacífico em Saint Augustine. Centenas de defensores dos direitos civis brancos e negros foram presos, enchendo as cadeias à capacidade máxima. A pedido de Hayling e King, apoiadores brancos dos direitos civis do Norte do país, incluindo estudantes, clérigos e personalidades conhecidas, chegaram a Santo Agostinho e foram presos junto com ativistas do sul.
Saint Augustine foi o único lugar na Flórida onde King foi preso; sua prisão ocorreu em 11 de junho de 1964, na entrada do restaurante do hotel Monson Motor Lodge. As manifestações chegaram ao clímax quando um grupo de manifestantes negros e brancos pularam na piscina segregada do hotel. Em resposta ao protesto, James Brock, gerente do hotel e presidente da Associação de Hotéis e Motel da Flórida, despejou o que ele dizia ser ácido muriático na piscina para queimar os manifestantes. Fotografias disso, e de um policial pulando na piscina para prender os manifestantes, foram transmitidas ao redor do mundo.
A Ku Klux Klan respondeu a esses protestos com ataques violentos amplamente divulgados na mídia nacional e internacional. A repulsa popular contra a Klan e a violência policial em Saint Augustine gerou simpatia nacional pelos manifestantes negros e se tornou um fator-chave na aprovação da Lei dos Direitos Civis de 1964 pelo Congresso, levando eventualmente à aprovação da Lei dos Direitos de Voto de 1965, ambas contendo artigos que autorizavam ajuda federal para cumprimento dos direitos constitucionais.

## Geografia
De acordo com o United States Census Bureau, a cidade tem uma área de 33 km², onde 24,4 km² estão cobertos por terra e 8,6 km² por água.

## Demografia
Segundo o censo nacional de 2010, a sua população é de 12 975 habitantes e sua densidade populacional é de 531,2 hab/km². É a localidade mais populosa do condado de St. Johns. Possui 6 978 residências, que resulta em uma densidade de 285,7 residências/km².

## Lista de marcos
A relação a seguir lista as entradas do Registro Nacional de Lugares Históricos em St. Augustine. Aquelas marcadas com ‡ também são um Marco Histórico Nacional.
- Father Francisco Lopez Statue
- Fullerwood Park Residential Historic District
- North City Historic District
- Abbott Tract Historic District
- Alcazar Hotel
- Avero House
- Bridge of Lions
- Casa González-Alvarez‡
- Castillo de San Marcos National Monument
- Cathedral of St. Augustine‡
- City of St. Augustine Miniature Golf Course
- Constitution Obelisk
- Fish Island Site
- Fort Matanzas National Monument
- Fort Matanzas NM Headquarters and Visitor Center
- Fort Mose Site, Second‡
- Fountain of Youth Archeological Park
- Government House
- Grace United Methodist Church
- Horace Walker House
- Hotel Ponce De Leon‡
- Lincolnville Historic District
- Lindsley House
- Llambias House‡
- Markland
- Menendez Encampment Site
- Model Land Company Historic District
- Moultrie Church
- Nelmar Terrace Historic District
- Old St. Johns County Jail
- O'Reilly House
- Record Building
- Rodriguez-Avero-Sanchez House
- Sanchez Powder House Site
- Solla-Carcaba Cigar Factory
- St. Augustine Alligator Farm Historic District
- St. Augustine Civic Center
- St. Augustine Lighthouse and Keeper's Quarters
- St. Augustine National Cemetery
- St. Augustine Town Plan Historic District‡
- St. Augustine Water Works
- Stanbury Cottage
- Storm Wreck
- Villa Zorayda
- Xavier Lopez House
- Ximenez-Fatio House

## Geminações
- Cartagena, Bolívar, Colômbia
- Avilés, Astúrias, Espanha
- Santo Domingo, Distrito Nacional, República Dominicana
- Minorca, Ilhas Baleares, Espanha[14]